# Front Page Sports: Golf
Front Page Sports: Golf è un videogioco sportivo di simulazione golfistica sviluppato dalla Headgate Studios di Vance Cook e distribuito da Sierra On-Line nel 1997 per il sistema Windows 95. Il gioco fa parte del gruppo di sviluppo Front Page Sports della stessa Sierra.